# Большой Нюрюг
Большой Нюрюг — река в России, протекает по Костромской и Кировской областям. Устье реки находится в 12 км от устья реки Паозер по левому берегу. Длина реки составляет 35 км, площадь водосборного бассейна — 200 км².

## Данные водного реестра
По данным государственного водного реестра России относится к Верхневолжскому бассейновому округу, водохозяйственный участок реки — Ветлуга от истока до города Ветлуга, речной подбассейн реки — Волга от впадения Оки до Куйбышевского водохранилища (без бассейна Суры). Речной бассейн реки — (Верхняя) Волга до Куйбышевского водохранилища (без бассейна Оки).
Код объекта в государственном водном реестре — 08010400112110000040731.

### Притоки
(указано расстояние от устья)
- 20 км: река Нюрюг (пр)
- 27 км: река Некрасица (пр)